# Neoscona cheesmanae
Neoscona cheesmanae är en spindelart som först beskrevs av Lucien Berland 1938.  Neoscona cheesmanae ingår i släktet Neoscona och familjen hjulspindlar. Inga underarter finns listade i Catalogue of Life.